# Saxophoniste

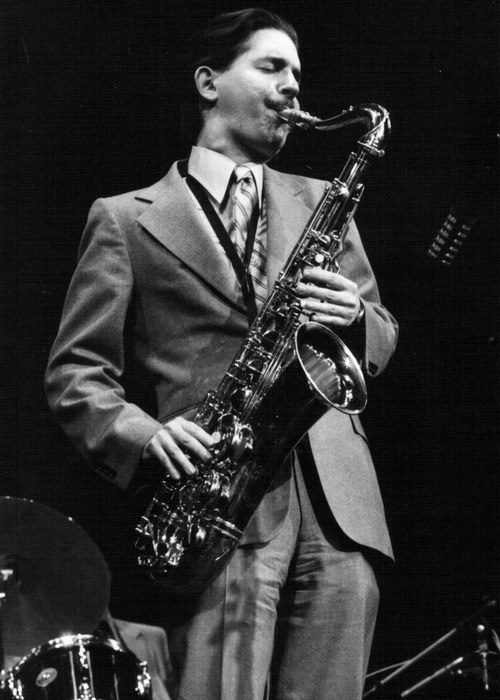
Le saxophoniste Scott Hamilton.

Un saxophoniste est un instrumentiste qui joue du saxophone.

## Quelques saxophonistes

### Premiers saxophonistes
- Adolphe Sax (inventeur du saxophone et instrumentiste au XIXe siècle)

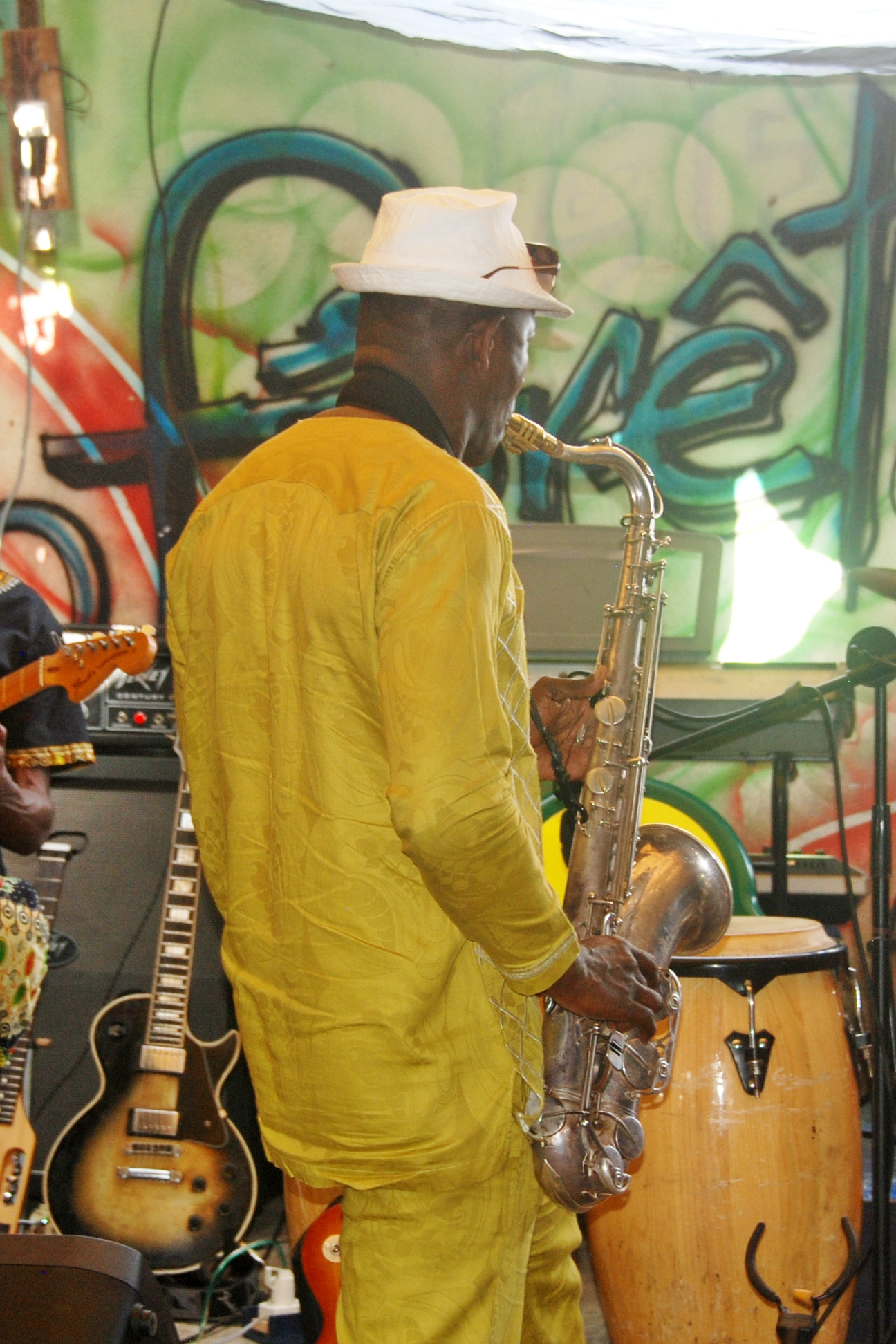
Un saxophoniste ivoirien, Abidjan, Côte d'Ivoire.

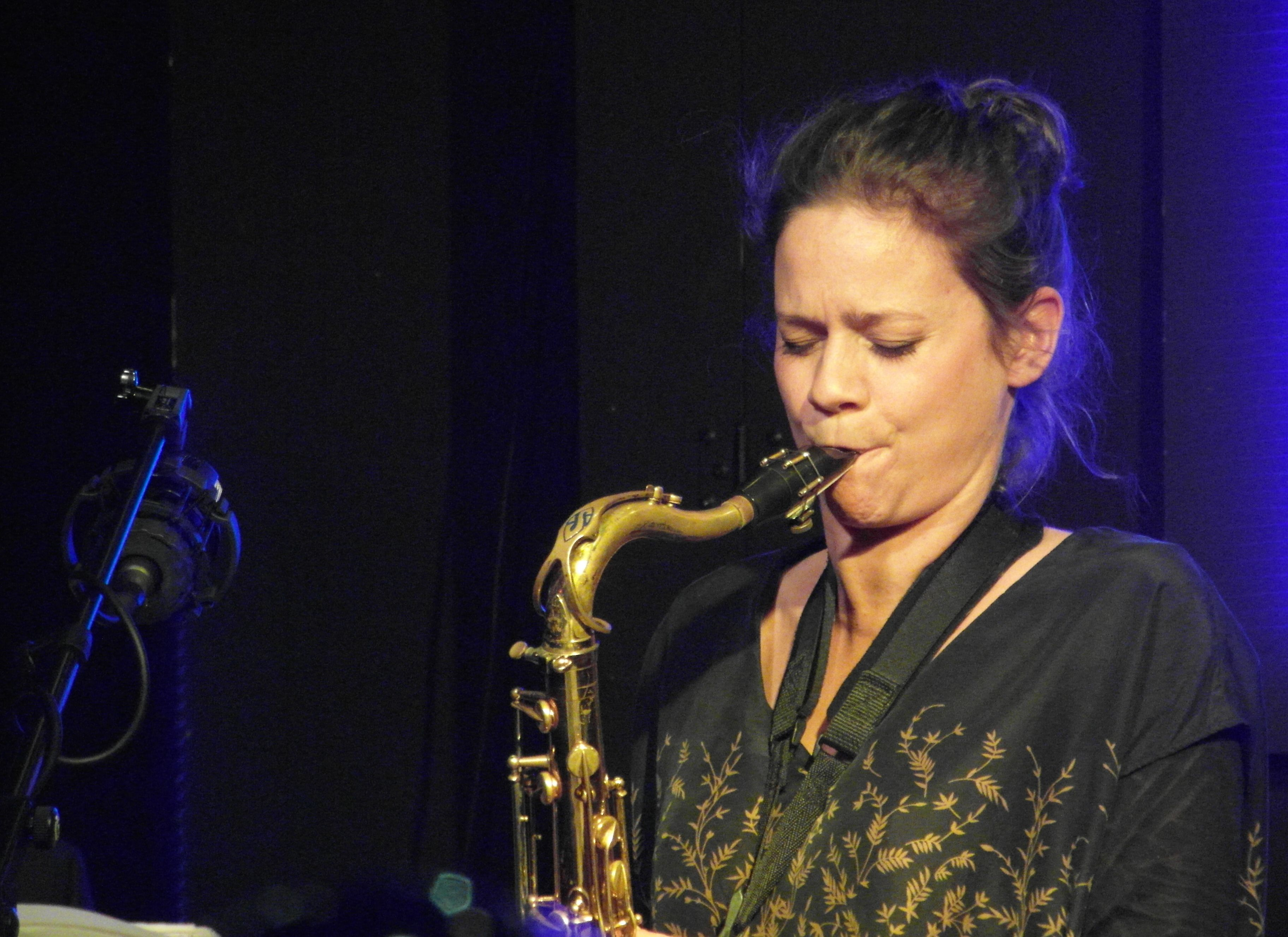
La saxophoniste française Sophie Alour au saxophone ténor. Le nombre de femmes saxophonistes est relativement restreint

- Elise Hall

### Musique classique
- Voir la Catégorie:Saxophoniste classique.

- Claude Delangle
- Jon Gibson
- Marcel Mule
- Sigurd Rascher

### Jazz
Voir aussi : Catégorie:Saxophoniste de jazz
- Pepper Adams (baryton, 1930-1986)
- Cannonball Adderley (soprano-alto, 1928-1975)
- Albert Ayler (ténor, alto et soprano)
- Sidney Bechet (soprano)
- Anthony Braxton (toute la famille des sax)
- Michael Brecker (ténor)
- Serge Chaloff (baryton)
- Ornette Coleman (alto)
- Steve Coleman (alto)
- John Coltrane (ténor et soprano)
- Paul Desmond (alto)
- Eric Dolphy (alto)
- Jan Garbarek (ténor et soprano)
- Kenny Garrett (alto et soprano)
- Stan Getz (ténor)
- Dexter Gordon (ténor et soprano)
- Coleman Hawkins (ténor)
- Johnny Hodges (alto)
- Roland Kirk (ténor, soprano et alto)
- Lee Konitz (alto)
- Warne Marsh (ténor)
- Gerry Mulligan (baryton et alto)
- Charlie Parker (alto)
- Evan Parker (ténor et soprano)
- Sonny Rollins (ténor)
- Joshua Redman (ténor)
- Abdu Salim (1950-)
- David Sanborn (alto)
- Pharoah Sanders (ténor & soprano)
- Archie Shepp (ténor & soprano)
- Zoot Sims (ténor)
- Sonny Stitt (ténor)
- Ben Webster (ténor)
- Barney Wilen (ténor)
- Lester Young (ténor)
- John Zorn (alto)

### R&B, Funk
- Earl Bostic
- Jimmy Castor
- King Curtis
- Lou Marini (The Blues Brothers)
- Wild Bill Moore
- Maceo Parker
- Jimmy Preston
- Sam Taylor
- Junior Walker (Motown)

### Afrobeat, Afro Funk
- Manu Dibango
- Fela Kuti
- Femi Kuti
- Seun Kuti

### Rock, Country
- Clarence Clemons
- John Helliwell (Supertramp)
- Boots Randolph

## Ensembles
- Quatuor Adolphe Sax
- Quatuor Ellipsos
- Quatuor Diastema
- Quatuor Fourmeau
- Quatuor Habanera
- Rova saxophone quartet
- Xasax, ensemble de saxophones modulable
- Quatuor de saxophones Raschèr

## Associations
- L'A.SAX (Association des Saxophonistes) issue de la fusion en 1996 de l'AsSaFra (Association des Saxophonistes de France) fondée par Jean-Marie Londeix et de l’A.P.E.S. (Association internationale pour l’Essor du Saxophone) fondée par Serge Bichon.